# 113A
113A – wagony barowe jeżdżące w składach PKP Intercity. Wagony były produkowane w latach 1989-1999 przez H. Cegielski – Poznań. Obecnie jest to najpopularniejszy typ wagonów barowych używany przez PKP IC w pociągach Ekspres Intercity.

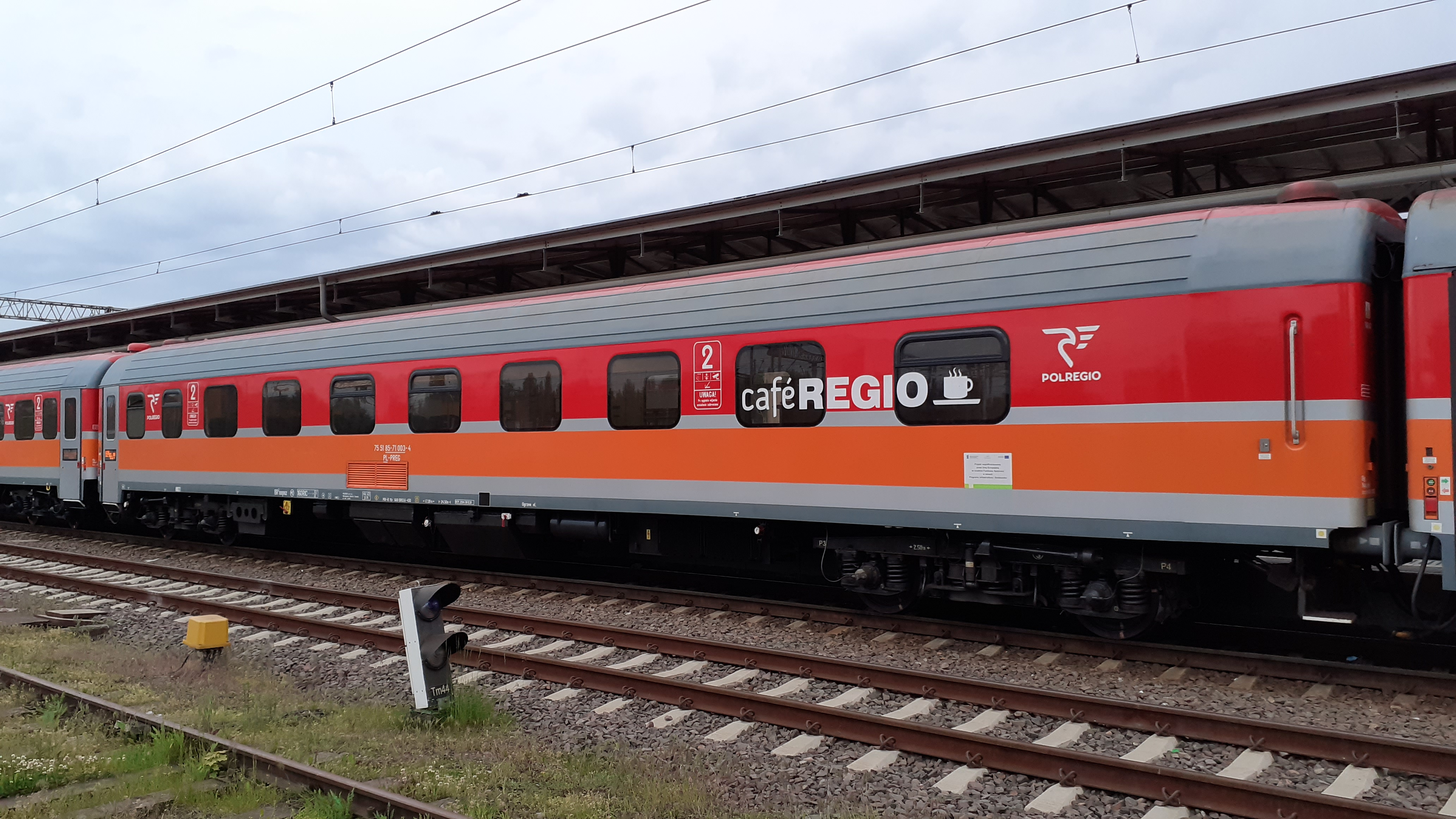
Wagon typu 113Aa w malowaniu Polregio

Odmiana oznaczona jako 113Aa jest także eksploatowana przez Polregio.